# Bestia di Exmoor
La bestia di Exmoor è un felino della criptozoologia (vedi gatto fantasma) che è stato segnalato vagare nelle aree rurali di Exmoor, in particolare Devon e Somerset, nel Regno Unito.
Sebbene esistano numerosi avvistamenti, e persino un intervento ufficiale del governo in merito, l'Exmoor National Park elenca la bestia sotto la lista "tradizioni, folclore e leggende" del luogo e la BBC la denota come un essere elusorio.
La bestia di Exmoor apparve sulle cronache nazionali anglosassoni negli anni settanta, ma fu pienamente al centro dei riflettori solo nel 1983, quando oltre cento pecore furono uccise, con la gola squarciata, a South Molton nell'arco di tre mesi, e la cui uccisione fu attribuita all'essere. Descritta col pelo grigio scuro o nero, si è pensato che si potesse trattare di qualche leopardo nero o coguaro liberato illegalmente, dopo che una legge passata al governo dichiarò illegale la detenzione in cattività dei suddetti animali; ma in considerazione della durata media di 12-15 anni di vita delle due specie e il proseguimento di attacchi e avvistamenti della bestia di Exmoor per un periodo molto più lungo, ciò è improbabile.
Nel 2006 la British Big Cats Society segnalò il ritrovamento di un teschio di puma a Devon da parte di un agricoltore del posto; tuttavia, il Department for Environment, Food and Rural Affairs (Defra) dichiarò che "Sulla base delle prove, Defra non crede ci siano grandi felini che vivano allo stato selvaggio in Inghilterra".

## Caratteristiche
I testimoni oculari hanno rilasciato molte descrizioni diverse. La maggior parte dei rapporti descrivono l'animale come un grande felino, somigliante ad un puma o ad un leopardo. Nei rapporti è stato descritto di grandezza all'incirca tra 1,83 m e 2,44 m dal muso alla coda, riportando che si muove stando quasi raso terra e che riesce a saltare facilmente recinzioni alte più di un metro e ottanta. La descrizione del suo colore varia dal nero al marrone o al grigio scuro.
Nessun felino simile risulta essere nativo dell'Inghilterra, e le variazioni nelle descrizioni hanno indotto alcuni criptozoologi a credere che possano esserci diversi esemplari di questa creatura.